# Боровое (озеро, Московская область)
Борово́е — озеро в Московской области России.

## География
Находится на востоке Московской области, в восточной части Ногинского района, в 9 км к востоку от районного центра — города Ногинска, в долине реки Шерны бассейна Клязьмы. Высота над уровнем моря — 125,1 метра.
В 2 км к югу от озера проходит Горьковское шоссе М7, в 10 км к западу — Московское малое кольцо А107, в 14 км к северо-востоку — Московское большое кольцо А108. В непосредственной близости от озера расположены населённые пункты сельского поселения Буньковское — деревня Караваево и посёлок турбазы «Боровое».

## Характеристика
Относится к Тимковской озёрной группе. Отличительной особенностью озера являются чистейшая светлая вода, в отличие от большинства озёр Мещеры, имеющих коричневый цвет, и напоминающая карстовую воронку форма дна. Озеро округлой формы, площадь — 12 га, глубина — до 20 метров. С северной стороны окружено смешанным лесом.
Ихтиофауна водоёма представлена крупным карпом, очень крупным лещом, плотвой, карасём и окунем. Из-за большой глубины озеро является привлекательным для любителей подводной охоты.